# Paterno (cônsul em 269)
Paterno (em latim: Paternus) foi um oficial romano do século III, ativo durante o reinado do imperador Cláudio II (r. 268–270). Nada se sabe sobre ele, exceto que exerceu, em 269, a função de cônsul posterior ao lado do imperador. No mesmo ano um par consular concorrente (Vitorino e Santo) havia sido nomeado na Gália, mas parece que somente foi reconhecido ali. Paterno possivelmente pode ser associado a Ovínio Paterno ou a um homônimo descrito numa inscrição fragmentada como cônsul ordinário, homem dos epulões, curador da via Ápia, procônsul da Ásia ou África e prefeito urbano.